# Heibloem
Heibloem (en limbourgeois De Heibloom) est un village néerlandais situé dans la commune de Leudal, dans la province du Limbourg néerlandais. Le 1er janvier 2007, le village comptait 890 habitants.